# Torihane Dai
Torihane Dai är en kulle i Antarktis. Den ligger i Östantarktis. Norge gör anspråk på området. Toppen på Torihane Dai är 9 meter över havet.
Terrängen runt Torihane Dai är huvudsakligen kuperad, men den allra närmaste omgivningen är platt. Havet är nära Torihane Dai åt nordväst. Trakten är obefolkad. Det finns inga samhällen i närheten. 